# Peter Moore (Autor)

Peter Moore

Peter Moore (* 18. Juli 1962 in Sydney) ist ein australischer Reiseschriftsteller.

## Leben
Moore wuchs in Sydney auf und besuchte dort erst die Hurlstone Agricultural High School und später die University of Sydney, wo er Mediävistik studierte. Nach Erreichen des Bachelor beendete er das Studium. In der Folgezeit reiste Moore viel und war zeitweise als Werbetexter sowie als Englischlehrer in Tokio tätig. 1993 kündigte er und widmete sich ausschließlich dem Reisen. 1997 veröffentlichte Transworld (Verlagsgruppe Random House) sein erstes Buch No Shitting in the Toilet, seitdem veröffentlichte er fünf weitere Bücher. Ab 2020 veröffentlichte das nicht publizierte Buch Going Around in Circles über eine 1993 erfolgte Reise entlang des Äquators in Form eines Weblogs. Zurzeit lebt Moore in London. Er betreibt mit The Vagabond Imperative ein Online-Magazin zum Thema Reisen.

## Stil
Abgesehen von seinem Erstlingswerk No Shitting in the Toilet, das eine Anekdotensammlung im Stile eines Reiseführers darstellt, handelt jedes von Moores Büchern jeweils eine Reise ab. So beschreibt Swahili for the Broken-Hearted den Weg von Kapstadt nach Kairo mit öffentlichen Verkehrsmitteln, während in Vroom with a View die Strecke Mailand-Rom auf einer 1961er Vespa zurückgelegt wird. Alle Bücher sind in Egoperspektive gehalten und durch viel Situationskomik geprägt.

## Auszeichnungen
- 2004: Nominiert für den WHSmith People’s Choice Book Award mit Swahili for the Broken-Hearted.[6]

## Werke
- 1997: No Shitting in the Toilet. Bantam Books, ISBN 978-0-553-81736-2.
- 1999: The Wrong Way Home. Bantam Books, ISBN 978-0-553-81700-3.
- 2001: The Full Montezuma. Bantam Books, ISBN 978-0-553-81701-0.
- 2003: Swahili for the Broken-Hearted. Bantam Books, ISBN 978-0-553-81452-1.
- 2005: Vroom with a View. Bantam Books, ISBN 978-0-553-81637-2.
- 2007: Vroom by the Sea. Bantam Books, ISBN 978-1-84024-737-4.